# Liste der Einträge im National Register of Historic Places im Jackson County (Missouri)/A–L

Lage des Jackson County in Missouri

Die Liste der Einträge im National Register of Historic Places im Jackson County in Missouri führt die Bauwerke und historischen Stätten im Jackson County auf, die in das National Register of Historic Places aufgenommen wurden.
Die Liste besteht aus zwei Teilen:
- Liste der Einträge im National Register of Historic Places im Jackson County (Missouri)/A–L
- Liste der Einträge im National Register of Historic Places im Jackson County (Missouri)/M–Z

## Legende
| NRHP | Historic Place                      |
| HD   | Historic District                   |
| NHL  | National Historic Landmark          |
| NHLD | National Historic Landmark District |

## Aktuelle Einträge
| [ 3 ] | Name                                                                    | Bild                                                                 | Eintragsdatum        | Lage | Ort          | Beschreibung                                                                               |
| ----- | ----------------------------------------------------------------------- | -------------------------------------------------------------------- | -------------------- | --- | ------------ | ------------------------------------------------------------------------------------------ |
| 1     | 1524 Grand Avenue Building                                              | 1524 Grand Avenue Building                                           | 2004 ID-Nr. 04000389 | 1524 Grand Boulevard 39° 5′ 49″ N, 94° 34′ 53″ W                                                                                                 | Kansas City  |                                                                                            |
| 2     | 1901 McGee Street Automotive Service Building                           | 1901 McGee Street Automotive Service Building                        | 2009 ID-Nr. 08001359 | 1901-1907 McGee Street 39° 5′ 25,1″ N, 94° 34′ 48,7″ W                                                                                           | Kansas City  |                                                                                            |
| 3     | 18th and Vine Historic District                                         | 18th and Vine Historic District                                      | 1991 ID-Nr. 84004142 | Abgegrenzt durch 18th Street, Woodland Avenue, 19th Street und The Paseo 39° 5′ 20″ N, 94° 33′ 40″ W                                             | Kansas City  | Teil der MPS 18th and Vine Area of Kansas City                                             |
| 4     | 85th and Manchester "Three Trails" Trail Segment                        | 85th and Manchester "Three Trails" Trail Segment                     | 2012 ID-Nr. 12000525 | 85th Street Ecke Manchester Street 38° 58′ 13,2″ N, 94° 29′ 53,2″ W                                                                              | Kansas City  | Teil der Santa Fe Trail MPS                                                                |
| 5     | A.B.C. Storage and Van Company Building                                 | A.B.C. Storage and Van Company Building                              | 2007 ID-Nr. 06001334 | 1015 East 8th Street 39° 6′ 21″ N, 94° 34′ 12″ W                                                                                                 | Kansas City  |                                                                                            |
| 6     | Acme Brass and Machine Works Building                                   | Acme Brass and Machine Works Building                                | 2004 ID-Nr. 04000694 | 609-611 East 17th Street 39° 5′ 42″ N, 94° 34′ 34″ W                                                                                             | Kansas City  |                                                                                            |
| 7     | Aines Farm Dairy Building                                               | Aines Farm Dairy Building                                            | 2008 ID-Nr. 08000960 | 3110-30 Gillham Road 39° 4′ 13,2″ N, 94° 34′ 44,1″ W                                                                                             | Kansas City  |                                                                                            |
| 8     | Alana Apartment Hotel                                                   | Alana Apartment Hotel                                                | 2006 ID-Nr. 06000543 | 2700-2706 Troost Avenue und 1015 East 27th Street 39° 4′ 46″ N, 94° 34′ 16″ W                                                                    | Kansas City  |                                                                                            |
| 9     | Ambassador Hotel Historic District                                      |                                                                      | 1983 ID-Nr. 83000995 | 3527 und 3600 Broadway sowie 435 und 441 Knickerbocker Place 39° 3′ 45″ N, 94° 35′ 25″ W                                                         | Kansas City  | Im Jahr 2008 um die Gebäude 336 West 36th Street und 3543 Broadway (Ref.-Nummer: 08000267) |
| 10    | Argyle Building                                                         | Argyle Building                                                      | 2005 ID-Nr. 05000891 | 306 East 12th Street 39° 6′ 8″ N, 94° 34′ 45″ W                                                                                                  | Kansas City  |                                                                                            |
| 11    | Armour Boulevard Post-World War II Apartment Building Historic District |                                                                      | 2007 ID-Nr. 07001155 | 640 und 701 East Armour Boulevard sowie 3457 Holmes Street 39° 3′ 49″ N, 94° 34′ 34″ W                                                           | Kansas City  | Teil der MPS Working-Class and Middle-Income Apartment Buildings in Kansas City            |
| 12    | Attucks School                                                          | Attucks School                                                       | 1991 ID-Nr. 91001150 | 1815 Woodland Avenue 39° 5′ 20″ N, 94° 33′ 33″ W                                                                                                 | Kansas City  | Teil der MPS 18th and Vine Area of Kansas City                                             |
| 13    | Auto Coach Building                                                     | Auto Coach Building                                                  | 2007 ID-Nr. 07000328 | 1730-34 Oak Street 39° 5′ 39″ N, 94° 34′ 45″ W                                                                                                   | Kansas City  |                                                                                            |
| 14    | Bailey Family Farm Historic District                                    |                                                                      | 2006 ID-Nr. 06000537 | Bailey Road Ecke Ranson Road 38° 53′ 45″ N, 94° 20′ 29″ W                                                                                        | Lee's Summit |                                                                                            |
| 15    | Baker-Vawter Building                                                   | Baker-Vawter Building                                                | 2000 ID-Nr. 00000432 | 915-917 Wyandotte 39° 6′ 21″ N, 94° 35′ 7″ W | Kansas City  |                                                                                            |
| 16    | Bancroft School                                                         | Bancroft School                                                      | 2012 ID-Nr. 11001017 | 4300 Tracy Avenue 39° 2′ 54,1″ N, 94° 34′ 14,3″ W                                                                                                | Kansas City  |                                                                                            |
| 17    | Barclay Building                                                        | Barclay Building                                                     | 2007 ID-Nr. 07000042 | 3613-23 Broadway Boulevard 39° 3′ 50″ N, 94° 35′ 25″ W                                                                                           | Kansas City  |                                                                                            |
| 18    | Burnette-Berry House                                                    | Burnette-Berry House                                                 | 2011 ID-Nr. 11000023 | 1030 W. 65th St. 39° 0′ 38″ N, 94° 36′ 7″ W | Kansas City  |                                                                                            |
| 19    | Bellefontaine Avenue Historic District                                  | Bellefontaine Avenue Historic District                               | 2011 ID-Nr. 11000010 | 500-24 Bellefontaine Avenue 39° 6′ 27″ N, 94° 32′ 50″ W                                                                                          | Kansas City  |                                                                                            |
| 20    | Bellerive Hotel                                                         | Bellerive Hotel                                                      | 1980 ID-Nr. 80002361 | 214 East Armour Boulevard 39° 3′ 50″ N, 94° 34′ 59″ W                                                                                            | Kansas City  |                                                                                            |
| 21    | Thomas Hart Benton House and Studio                                     | Thomas Hart Benton House and Studio                                  | 1980 ID-Nr. 80002362 | 3616 Belleview Street 39° 3′ 38″ N, 94° 35′ 51″ W                                                                                                | Kansas City  |                                                                                            |
| 22    | Beth Shalom Synagogue                                                   | Beth Shalom Synagogue                                                | 1982 ID-Nr. 82003142 | 3400 The Paseo 39° 3′ 52″ N, 94° 34′ 1″ W | Kansas City  |                                                                                            |
| 23    | Bingham-Waggoner House and Estate                                       | Bingham-Waggoner House and Estate                                    | 1980 ID-Nr. 80002360 | 313 West Pacific Avenue 39° 5′ 7″ N, 94° 25′ 11″ W                                                                                               | Independence |                                                                                            |
| 24    | Walter E. Bixby House                                                   | Walter E. Bixby House                                                | 1978 ID-Nr. 78001651 | 6505 State Line Road 39° 0′ 38″ N, 94° 36′ 25″ W                                                                                                 | Kansas City  |                                                                                            |
| 25    | Blackstone Hotel                                                        | Blackstone Hotel                                                     | 2003 ID-Nr. 03001057 | 817 Cherry Street 39° 6′ 20″ N, 94° 34′ 32″ W | Kansas City  |                                                                                            |
| 26    | Blue Mills                                                              |                                                                      | 1994 ID-Nr. 94000323 | 3101 Lentz Road 39° 9′ 28″ N, 94° 18′ 34″ W | Independence | Teil der Santa Fe Trail MPS                                                                |
| 27    | BMA Tower                                                               | BMA Tower                                                            | 2002 ID-Nr. 02000886 | 700 Karnes Boulevard 39° 4′ 26″ N, 94° 35′ 35″ W                                                                                                 | Kansas City  |                                                                                            |
| 29    | Boley Building                                                          | Boley Building                                                       | 1971 ID-Nr. 71000467 | 1130 Walnut Street 39° 6′ 0″ N, 94° 34′ 56″ W | Kansas City  |                                                                                            |
| 30    | Bon Air Apartments Building                                             | Bon Air Apartments Building                                          | 2008 ID-Nr. 08000754 | 4127-4133 Locust Street 39° 3′ 8,3″ N, 94° 34′ 49,8″ W                                                                                           | Kansas City  | Teil der MPS Working-Class and Middle-Income Apartment Buildings in Kansas City            |
| 31    | Bonfils Building                                                        | Bonfils Building                                                     | 1984 ID-Nr. 84002568 | 1200 Grand Avenue 39° 5′ 58″ N, 94° 34′ 52″ W | Kansas City  |                                                                                            |
| 32    | Bryant Building                                                         | Bryant Building                                                      | 1989 ID-Nr. 89000312 | 1102 Grand Avenue 39° 6′ 4″ N, 94° 34′ 54″ W | Kansas City  |                                                                                            |
| 33    | Dr. John S. Jr. and Harriet Smart Bryant House                          |                                                                      | 1992 ID-Nr. 92000582 | 519 South Main Street 39° 5′ 13″ N, 94° 24′ 56″ W                                                                                                | Independence |                                                                                            |
| 34    | Buick Automobile Company Building                                       | Buick Automobile Company Building                                    | 2004 ID-Nr. 04000386 | 216 Admiral Boulevard 39° 6′ 27″ N, 94° 34′ 47″ W                                                                                                | Kansas City  |                                                                                            |
| 35    | Bunker Building                                                         | Bunker Building                                                      | 1975 ID-Nr. 75001067 | 820 Baltimore Avenue 39° 6′ 14″ N, 94° 35′ 3″ W                                                                                                  | Kansas City  |                                                                                            |
| 36    | Byram's Ford Historic District                                          | Byram's Ford Historic District                                       | 1989 ID-Nr. 89001629 | 63rd Street und Manchester Trafficway am Big Blue River 39° 1′ 1″ N, 94° 31′ 14″ W                                                               | Kansas City  |                                                                                            |
| 37    | Cave Spring                                                             |                                                                      | 1978 ID-Nr. 78001652 | 7100 Blue Ridge Extension 38° 59′ 35″ N, 94° 29′ 5″ W                                                                                            | Kansas City  |                                                                                            |
| 38    | Chambers Building                                                       | Chambers Building                                                    | 2001 ID-Nr. 01001379 | 25 East 12th Street 39° 6′ 8″ N, 94° 34′ 56″ W                                                                                                   | Kansas City  |                                                                                            |
| 39    | Philip E. Chappell House                                                | Philip E. Chappell House                                             | 1990 ID-Nr. 90001157 | 1836 Pendleton Avenue 39° 6′ 47″ N, 94° 33′ 30″ W                                                                                                | Kansas City  |                                                                                            |
| 40    | Chatham Hotel                                                           | Chatham Hotel                                                        | 2008 ID-Nr. 08000564 | 3701 Broadway 39° 3′ 37,2″ N, 94° 35′ 26″ W | Kansas City  |                                                                                            |
| 41    | Cherry Street Colonnades Historic District                              | Cherry Street Colonnades Historic District                           | 2005 ID-Nr. 05001050 | 2523,2527,2531,2535,2539,2543,2547,2542 und 2544 Cherry Street 39° 4′ 55″ N, 94° 34′ 37″ W                                                       | Kansas City  | Teil der MPS Colonnade Apartment Buildings of Kansas City                                  |
| 42    | Chicago Apartments                                                      | Chicago Apartments                                                   | 1980 ID-Nr. 80002363 | 1110-1112 East Armour Boulevard 39° 3′ 52″ N, 94° 34′ 16″ W                                                                                      | Kansas City  |                                                                                            |
| 43    | Christian Church Hospital                                               | Christian Church Hospital                                            | 2004 ID-Nr. 04001161 | 2524 West Paseo Boulevard 39° 4′ 50″ N, 94° 33′ 55″ W                                                                                            | Kansas City  |                                                                                            |
| 44    | Circle Apartments                                                       | Circle Apartments                                                    | 2002 ID-Nr. 02001199 | 1200 Paseo Boulevard 39° 6′ 4″ N, 94° 33′ 53″ W                                                                                                  | Kansas City  | Teil der MPS Apartment Buildings on the North End of the Paseo Boulevard in Kansas City    |
| 45    | City Bank Building                                                      | City Bank Building                                                   | 1983 ID-Nr. 83000996 | 1801 Grand Avenue 39° 5′ 30″ N, 94° 34′ 51″ W | Kansas City  |                                                                                            |
| 46    | Coates House Hotel                                                      | Coates House Hotel                                                   | 1972 ID-Nr. 72000715 | 1005 Broadway 39° 6′ 8″ N, 94° 35′ 17″ W | Kansas City  |                                                                                            |
| 47    | Coca-Cola Building                                                      | Coca-Cola Building                                                   | 1988 ID-Nr. 88001300 | 2101-2111 Grand Avenue 39° 5′ 16″ N, 94° 34′ 52″ W                                                                                               | Kansas City  | Auch bekannt als Western Auto Building                                                     |
| 48    | Colonnade Apartment Building                                            | Colonnade Apartment Building                                         | 2008 ID-Nr. 08000857 | 4302 Oak Street 39° 2′ 57,2″ N, 94° 34′ 54,8″ W                                                                                                  | Kansas City  | Teil der MPS Colonnade Apartment Buildings of Kansas City                                  |
| 49    | Columbia Building                                                       | Columbia Building                                                    | 2000 ID-Nr. 00000433 | 2006-2012 Wyandotte Street 39° 5′ 20″ N, 94° 35′ 10″ W                                                                                           | Kansas City  |                                                                                            |
| 50    | Continental Hotel                                                       | Continental Hotel                                                    | 1983 ID-Nr. 83000997 | 106 West 11th Street 39° 6′ 5″ N, 94° 35′ 4″ W                                                                                                   | Kansas City  | Auch bekannt als Mark Twain Tower; Teil der MPS Hotels in Downtown Kansas City             |
| 51    | Bernard Corrigan House                                                  | Bernard Corrigan House                                               | 1978 ID-Nr. 78001653 | 1200 West 55th Street 39° 1′ 42″ N, 94° 36′ 13″ W                                                                                                | Kansas City  |                                                                                            |
| 52    | Thomas Corrigan Building                                                | Thomas Corrigan Building                                             | 1982 ID-Nr. 82003143 | 1828 Walnut Street 39° 5′ 26″ N, 94° 34′ 58″ W                                                                                                   | Kansas City  |                                                                                            |
| 53    | Crestwood Historic District                                             |                                                                      | 1998 ID-Nr. 98001239 | Abgegrenzt durch Oak Street, Cherry Street, Locust Street, Holmes Streeu and 56th Street 39° 1′ 46″ N, 94° 34′ 58″ W                             | Kansas City  |                                                                                            |
| 54    | Crossroads Historic Freight District                                    |                                                                      | 2000 ID-Nr. 00001565 | Abgegrenzt durch Southwest Boulevard, West 20th Street, Baltimore Avenue, West 22nd Street and Broadway 39° 5′ 22″ N, 94° 35′ 12″ W              | Kansas City  | Teil der MPS Railroad Related Historic Commercial and Industrial Resources in Kansas City  |
| 55    | Louis Curtiss Studio Building                                           | Louis Curtiss Studio Building                                        | 1972 ID-Nr. 72000716 | 1116-1120 McGee Street 39° 5′ 48″ N, 94° 34′ 45″ W                                                                                               | Kansas City  |                                                                                            |
| 56    | O.H. Dean Building                                                      | O.H. Dean Building                                                   | 2009 ID-Nr. 09000682 | 3625–3635 Main Street 39° 3′ 40,5″ N, 94° 35′ 10″ W                                                                                              | Kansas City  |                                                                                            |
| 57    | Dierks Building                                                         | Dierks Building                                                      | 2009 ID-Nr. 08001387 | 1000-1006 Grand Boulevard 39° 6′ 8,2″ N, 94° 34′ 50,7″ W                                                                                         | Kansas City  |                                                                                            |
| 58    | Walt Disney House                                                       | Walt Disney House                                                    | 1978 ID-Nr. 78001654 | 3028 Bellefontaine Avenue 39° 4′ 12″ N, 94° 32′ 50″ W                                                                                            | Kansas City  |                                                                                            |
| 59    | District I                                                              |                                                                      | 1983 ID-Nr. 83001000 | Abgegrenzt durch Baltimore Avenue, West 12th Street, West 13th Street und Wyandotte Street 39° 5′ 59″ N, 94° 35′ 4″ W                            | Kansas City  | Teil der MPS Hotels in Downtown Kansas City                                                |
| 60    | District I                                                              |                                                                      | 1983 ID-Nr. 83000998 | Armour Boulevard zwischen Broadway und Baltimore Avenue 39° 3′ 51″ N, 94° 35′ 18″ W                                                              | Kansas City  | Teil der MPS Armour Boulevard                                                              |
| 61    | District II                                                             |                                                                      | 1983 ID-Nr. 83001001 | Armour Boulevard zwischen Warwick Avenue und Kenwood Avenue 39° 3′ 49″ N, 94° 34′ 47″ W                                                          | Kansas City  | Teil der MPS Armour Boulevard                                                              |
| 62    | District III                                                            |                                                                      | 1983 ID-Nr. 83000999 | Armour Boulevard zwischen Charlotte Street und The Pase (06000544): 3424 and 3426 Harrison Boulevard 39° 3′ 48″ N, 94° 34′ 12″ W                 | Kansas City  | Teil der MPS Armour Boulevard                                                              |
| 63    | Dorson Apartment Building                                               | Dorson Apartment Building                                            | 1987 ID-Nr. 87000906 | 912-918 Benton Boulevard 39° 6′ 27″ N, 94° 32′ 37″ W                                                                                             | Kansas City  |                                                                                            |
| 64    | Andrew Drumm Institute                                                  |                                                                      | 2006 ID-Nr. 06001014 | 3210 Lee's Summit Road 39° 3′ 48″ N, 94° 23′ 38″ W                                                                                               | Independence |                                                                                            |
| 65    | Ellsworth Apartments                                                    | Ellsworth Apartments                                                 | 2002 ID-Nr. 02001203 | 928 Paseo Boulevard 39° 6′ 15″ N, 94° 33′ 50″ W                                                                                                  | Kansas City  | Teil der MPS Apartment Buildings on the North End of the Paseo Boulevard in Kansas City    |
| 66    | Elmwood Cemetery                                                        | Elmwood Cemetery                                                     | 1983 ID-Nr. 83001002 | 4900 Truman Road 39° 5′ 46″ N, 94° 31′ 33″ W | Kansas City  |                                                                                            |
| 67    | Exchange Building                                                       |                                                                      | 2003 ID-Nr. 03000524 | 1201-1207 Grand Boulevard 39° 6′ 6″ N, 94° 34′ 49″ W                                                                                             | Kansas City  |                                                                                            |
| 68    | Faultless Starch Company Building                                       | Faultless Starch Company Building                                    | 2002 ID-Nr. 02000470 | 1025 West 8th Street 39° 6′ 26″ N, 94° 35′ 49″ W                                                                                                 | Kansas City  | Teil der MPS Railroad Related Historic Commercial and Industrial Resources in Kansas City  |
| 69    | Federal Reserve Bank of Kansas City                                     | Federal Reserve Bank of Kansas City                                  | 2007 ID-Nr. 07000327 | 925 Grand Boulevard 39° 6′ 16″ N, 94° 34′ 50″ W                                                                                                  | Kansas City  |                                                                                            |
| 70    | The Fidelity National Bank and Trust Company Building                   | The Fidelity National Bank and Trust Company Building                | 1997 ID-Nr. 97000908 | 911 Walnut Street 39° 6′ 8″ N, 94° 34′ 53″ W | Kansas City  |                                                                                            |
| 71    | Fire Department Headquarters; Fire station No. 2                        | Fire Department Headquarters; Fire station No. 2                     | 1982 ID-Nr. 82003144 | 1020 Central Avenue 39° 6′ 11″ N, 94° 35′ 14″ W                                                                                                  | Kansas City  |                                                                                            |
| 72    | Firestone Building                                                      | Firestone Building                                                   | 1986 ID-Nr. 86000004 | 2001 Grand Avenue 39° 5′ 20″ N, 94° 34′ 51″ W | Kansas City  |                                                                                            |
| 73    | Jacobs Floyd House                                                      |                                                                      | 1983 ID-Nr. 83001003 | 5050 Sunset Drive 39° 2′ 10″ N, 94° 35′ 53″ W | Kansas City  | Teil der MPS: Residential Structures by Mary Rockwell Hook                                 |
| 74    | Fort Osage                                                              | Fort Osage                                                           | 1966 ID-Nr. 66000418 | Am Nordrand von Sibley am Missouri River 39° 11′ 13″ N, 94° 11′ 31″ W                                                                            | Sibley       |                                                                                            |
| 75    | Fort Osage Archeological District                                       |                                                                      | 1972 ID-Nr. 72000720 | Adresse nicht veröffentlicht | Sibley       | Archäologische Fundstätte                                                                  |
| 76    | Four Gates Farm                                                         |                                                                      | 1991 ID-Nr. 83004871 | 13001 Little Blue Road 38° 59′ 53″ N, 94° 25′ 43″ W                                                                                              | Kansas City  | Teil der MPS: Residential Structures by Mary Rockwell Hook                                 |
| 77    | Henry T. Fowler House                                                   |                                                                      | 1983 ID-Nr. 83001004 | 3 East Armour Boulevard 39° 3′ 49″ N, 94° 35′ 7″ W                                                                                               | Kansas City  | Teil der MPS Armour Boulevard                                                              |
| 78    | Hunter Gary House                                                       | Hunter Gary House                                                    | 2008 ID-Nr. 08000022 | 1228 West 56th Street 39° 1′ 37″ N, 94° 36′ 20″ W                                                                                                | Kansas City  |                                                                                            |
| 79    | Gate City National Bank                                                 | Gate City National Bank                                              | 1982 ID-Nr. 82003145 | 1111 Grand Avenue 39° 6′ 1″ N, 94° 34′ 49″ W | Kansas City  |                                                                                            |
| 80    | Todd M. George, Sr., House                                              |                                                                      | 2010 ID-Nr. 10000007 | 408 Southeast 3rd Street 38° 54′ 50,5″ N, 94° 22′ 16,6″ W                                                                                        | Lee's Summit |                                                                                            |
| 81    | John and Adele Georgen House                                            |                                                                      | 2000 ID-Nr. 00000486 | 933 South Main Street 39° 4′ 49″ N, 94° 24′ 54″ W                                                                                                | Independence |                                                                                            |
| 82    | German Evangelical Pastors' Home Historic District                      |                                                                      | 1988 ID-Nr. 88001856 | 1808-1812 W. Walnut and 300-311 19th Terrace 39° 0′ 57″ N, 94° 17′ 12″ W                                                                         | Blue Springs |                                                                                            |
| 83    | Gillham Court Apartments Building                                       | Gillham Court Apartments Building                                    | 2007 ID-Nr. 07001156 | 3411 Gillham Road 39° 3′ 53″ N, 94° 34′ 50″ W | Kansas City  | Teil der MPS Working-Class and Middle-Income Apartment Buildings in Kansas City            |
| 84    | Globe Storage and Transfer Company Building                             | Globe Storage and Transfer Company Building                          | 2007 ID-Nr. 07000326 | 1712 Main Street 39° 5′ 42″ N, 94° 35′ 1″ W | Kansas City  |                                                                                            |
| 85    | Gloyd Building                                                          |                                                                      | 1985 ID-Nr. 85001610 | 921 Walnut Street 39° 6′ 10″ N, 94° 34′ 53″ W | Kansas City  |                                                                                            |
| 86    | Goodenow Textiles Company Building                                      | Goodenow Textiles Company Building                                   | 2003 ID-Nr. 03000297 | 3710 Main Street 39° 3′ 35,9″ N, 94° 35′ 9,3″ W                                                                                                  | Kansas City  |                                                                                            |
| 87    | Grand Avenue Temple and Grand Avenue Temple Building                    | Grand Avenue Temple and Grand Avenue Temple Building                 | 1985 ID-Nr. 85001006 | 205 East 9th Street und 903 Grand Avenue 39° 6′ 12″ N, 94° 34′ 50″ W                                                                             | Kansas City  |                                                                                            |
| 88    | Grandview Residential Historic District                                 |                                                                      | 2005 ID-Nr. 05001284 | 807-1111 Highgrove Road, 13016-13020 und 13019 Grandview Road sowie 13006-13018 10th Street 38° 53′ 24″ N, 94° 31′ 59″ W                         | Grandview    |                                                                                            |
| 89    | Graphic Arts Building                                                   | Graphic Arts Building                                                | 2005 ID-Nr. 05000810 | 934 Wyandotte Street 39° 6′ 16″ N, 94° 35′ 5″ W                                                                                                  | Kansas City  |                                                                                            |
| 90    | Greenlease Cadillac Building                                            | Greenlease Cadillac Building                                         | 2003 ID-Nr. 03000523 | 2900 Gillham Road 39° 4′ 33″ N, 94° 34′ 45″ W | Kansas City  |                                                                                            |
| 91    | Guadalupe Center                                                        | Guadalupe Center                                                     | 2003 ID-Nr. 03000866 | 1015 Avenida de Cesar Chavez 39° 5′ 16″ N, 94° 35′ 49″ W                                                                                         | Kansas City  |                                                                                            |
| 92    | Gumbel Building                                                         | Gumbel Building                                                      | 1979 ID-Nr. 79001367 | 801 Walnut Street 39° 6′ 16″ N, 94° 34′ 53″ W | Kansas City  |                                                                                            |
| 93    | Col. John Harris House                                                  | Col. John Harris House                                               | 1972 ID-Nr. 72000717 | 4000 Baltimore Avenue 39° 3′ 14″ N, 94° 35′ 15″ W                                                                                                | Kansas City  |                                                                                            |
| 94    | Dr. Generous Henderson House                                            | Dr. Generous Henderson House                                         | 1979 ID-Nr. 79001368 | 1016 The Paseo 39° 6′ 4″ N, 94° 33′ 51″ W | Kansas City  |                                                                                            |
| 95    | Helping Hand Institute Building                                         | Helping Hand Institute Building                                      | 2000 ID-Nr. 00000434 | 523 Grand Boulevard 39° 6′ 29,2″ N, 94° 34′ 48,6″ W                                                                                              | Kansas City  |                                                                                            |
| 96    | Hesse Carriage Company Building                                         | Hesse Carriage Company Building                                      | 2007 ID-Nr. 07000169 | 1700 Oak Street 39° 5′ 42″ N, 94° 34′ 45″ W | Kansas City  |                                                                                            |
| 97    | Hiland Telephone Exchange Building                                      | Hiland Telephone Exchange Building                                   | 2005 ID-Nr. 05000373 | 1020 East 63rd Street 39° 0′ 55″ N, 94° 34′ 30″ W                                                                                                | Kansas City  |                                                                                            |
| 98    | Holy Name Catholic Church                                               |                                                                      | 2003 ID-Nr. 03000964 | 2800 East 23rd Street 39° 5′ 5″ N, 94° 32′ 57″ W                                                                                                 | Kansas City  |                                                                                            |
| 99    | Holy Rosary Historic District                                           | Holy Rosary Historic District                                        | 2007 ID-Nr. 07000007 | Abgegrenzt durch 5th Street, Campbell Street, 5th Avenue Harrison Avenue 9th East Missouri Avenue 39° 6′ 33,8″ N, 94° 34′ 20,9″ W                | Kansas City  |                                                                                            |
| 100   | Mary Rockwell Hook House                                                |                                                                      | 1983 ID-Nr. 83001005 | 4940 Summit Street 39° 2′ 14″ N, 94° 35′ 47″ W                                                                                                   | Kansas City  | Teil der MPS Residential Structures by Mary Rockwell Hook                                  |
| 101   | Hotel Phillips                                                          | Hotel Phillips                                                       | 1979 ID-Nr. 79001369 | 106 West 12th Street 39° 6′ 1″ N, 94° 35′ 3″ W                                                                                                   | Kansas City  |                                                                                            |
| 102   | House at 5011 Sunset Drive                                              |                                                                      | 1983 ID-Nr. 83001006 | 5011 Sunset Drive 39° 1′ 49″ N, 94° 35′ 7″ W | Kansas City  | Teil der MPS Residential Structures by Mary Rockwell Hook                                  |
| 103   | House at 54 E. 53rd Terrace                                             | House at 54 E. 53rd Terrace                                          | 1983 ID-Nr. 83001007 | 54 East 53rd Terrace 39° 2′ 14″ N, 94° 35′ 48″ W                                                                                                 | Kansas City  | Teil der MPS Residential Structures by Mary Rockwell Hook                                  |
| 104   | Howard Neighborhood Historic District                                   |                                                                      | 2007 ID-Nr. 07000651 | Abgegrenzt durch Southeast 5th Street, Southeast Green Street, Southeast 7th Street und Southeast Miller Street 38° 54′ 30,5″ N, 94° 22′ 22,9″ W | Lee's Summit |                                                                                            |
| 105   | Frank M. Howe Residence                                                 | Frank M. Howe Residence                                              | 1985 ID-Nr. 85000854 | 1707 Jefferson Street 39° 5′ 34″ N, 94° 35′ 31″ W                                                                                                | Kansas City  |                                                                                            |
| 106   | Mollie and Josephine Hughes House                                       |                                                                      | 1994 ID-Nr. 94000289 | 801 South Main Street 39° 5′ 2″ N, 94° 24′ 54″ W                                                                                                 | Independence |                                                                                            |
| 107   | Hyde Park Historic District                                             |                                                                      | 1980 ID-Nr. 80002364 | Abgegrenzt durch Armour Boulevard, Harrison Boulevard, 39th Street und Gillham Road 39° 3′ 36″ N, 94° 34′ 38″ W                                  | Kansas City  | Erweiterung im Jahr 2004                                                                   |
| 108   | Imperial Brewing Company Brewery                                        | Imperial Brewing Company Brewery                                     | 2011 ID-Nr. 11000011 | 2825 Southwest Boulevard 39° 4′ 36″ N, 94° 36′ 8″ W                                                                                              | Kansas City  | Teil der MPS Railroad Related Historic Commercial and Industrial Resources in Kansas City  |
| 109   | Insurance Building-Consumers Cooperative Association Building           | Insurance Building-Consumers Cooperative Association Building        | 2005 ID-Nr. 05001327 | 318-320 East 10th Street 39° 6′ 15″ N, 94° 34′ 45″ W                                                                                             | Kansas City  |                                                                                            |
| 110   | Inter-State Building                                                    | Inter-State Building                                                 | 2008 ID-Nr. 08000534 | 417 East 13th Street und 1300 Locust Street 39° 5′ 54,3″ N, 94° 34′ 38,8″ W                                                                      | Kansas City  |                                                                                            |
| 111   | Ivanhoe Masonic Temple                                                  |                                                                      | 1985 ID-Nr. 85000942 | 2301 East Linwood Boulevard und 3201 Park Avenue 39° 4′ 5″ N, 94° 33′ 22″ W                                                                      | Kansas City  |                                                                                            |
| 112   | Jackson County Courthouse                                               | Jackson County Courthouse                                            | 1972 ID-Nr. 72000713 | Umrahmt von Lexington Avenue, Maple Avenue, Liberty Street und Main Street 39° 5′ 33″ N, 94° 22′ 58″ W                                           | Independence |                                                                                            |
| 113   | Jackson County Jail and Marshal's House                                 | Jackson County Jail and Marshal's House                              | 1970 ID-Nr. 70000333 | 217 North Main Street 39° 5′ 36″ N, 94° 24′ 55″ W                                                                                                | Independence |                                                                                            |
| 114   | Janssen Place Historic District                                         | Janssen Place Historic District                                      | 1976 ID-Nr. 76001111 | Janssen Place 39° 3′ 36″ N, 94° 34′ 41″ W | Kansas City  |                                                                                            |
| 115   | Jenkins Music Company Building                                          | Jenkins Music Company Building                                       | 1979 ID-Nr. 79001370 | 1217-1223 Walnut Street 39° 5′ 58″ N, 94° 34′ 53″ W                                                                                              | Kansas City  |                                                                                            |
| 116   | Jensen-Salsbery Laboratories                                            | Jensen-Salsbery Laboratories                                         | 1985 ID-Nr. 85001574 | 520 West 21st Street 39° 5′ 16″ N, 94° 35′ 27″ W                                                                                                 | Kansas City  |                                                                                            |
| 117   | Lewis Jones House                                                       |                                                                      | 1994 ID-Nr. 94000320 | 104 Elizabeth Street 39° 6′ 22″ N, 94° 24′ 54″ W                                                                                                 | Independence |                                                                                            |
| 118   | R. Bryson Jones House                                                   | R. Bryson Jones House                                                | 2009 ID-Nr. 09000205 | 1045 West 56th Street 39° 1′ 36,4″ N, 94° 36′ 3,7″ W                                                                                             | Kansas City  |                                                                                            |
| 119   | Kansas City Athenaeum                                                   | Kansas City Athenaeum                                                | 1979 ID-Nr. 79001371 | 900 East Linwood Boulevard 39° 4′ 9″ N, 94° 34′ 26″ W                                                                                            | Kansas City  |                                                                                            |
| 120   | Kansas City Club Building                                               | Kansas City Club Building                                            | 2002 ID-Nr. 02001401 | 1228 Baltimore Avenue 39° 6′ 3″ N, 94° 35′ 5″ W                                                                                                  | Kansas City  |                                                                                            |
| 121   | Kansas City Cold Storage Company Building                               | Kansas City Cold Storage Company Building                            | 2005 ID-Nr. 05000510 | 500 East 3rd Street 39° 6′ 48″ N, 94° 34′ 44″ W                                                                                                  | Kansas City  | Teil der MPS Railroad Related Historic Commercial and Industrial Resources in Kansas City  |
| 122   | Kansas City Live Stock Exchange                                         | Kansas City Live Stock Exchange                                      | 1984 ID-Nr. 84002571 | 1600 Genessee Street 39° 5′ 40″ N, 94° 36′ 19″ W                                                                                                 | Kansas City  |                                                                                            |
| 123   | Kansas City Masonic Temple                                              | Kansas City Masonic Temple                                           | 1980 ID-Nr. 80002365 | 903 Harrison Street 39° 6′ 11″ N, 94° 34′ 13″ W                                                                                                  | Kansas City  |                                                                                            |
| 124   | Kansas City, Missouri Western Union Telegraph Building                  | Kansas City, Missouri Western Union Telegraph Building               | 2003 ID-Nr. 03000010 | 100-114 East 7th Street 39° 6′ 27″ N, 94° 34′ 53″ W                                                                                              | Kansas City  |                                                                                            |
| 125   | Kansas City Police Station Number 4                                     | Kansas City Police Station Number 4                                  | 2005 ID-Nr. 05001184 | 115 West 19th Street 39° 5′ 35″ N, 94° 35′ 7″ W                                                                                                  | Kansas City  | Teil der MPS Railroad Related Historic Commercial and Industrial Resources in Kansas City  |
| 126   | Kansas City Power and Light Company Building                            | Kansas City Power and Light Company Building                         | 2002 ID-Nr. 88001852 | 1330 Baltimore Avenue 39° 5′ 51″ N, 94° 35′ 4″ W                                                                                                 | Kansas City  |                                                                                            |
| 127   | Kansas City Public Library                                              | Kansas City Public Library                                           | 1977 ID-Nr. 77000807 | 500 East 9th Street 39° 6′ 13″ N, 94° 34′ 35″ W                                                                                                  | Kansas City  |                                                                                            |
| 128   | Kansas City Southern Railway Building                                   | Kansas City Southern Railway Building                                | 2004 ID-Nr. 04000392 | 114 West 11th Street 39° 6′ 12″ N, 94° 35′ 6″ W                                                                                                  | Kansas City  | Teil der MPS Railroad Related Historic Commercial and Industrial Resources in Kansas City  |
| 129   | Kansas City Terminal Railway Company Roundhouse Historic District       | Kansas City Terminal Railway Company Roundhouse Historic District    | 2001 ID-Nr. 00001682 | 27th Street Ecke Southwest Boulevard 39° 4′ 59″ N, 94° 35′ 59″ W                                                                                 | Kansas City  |                                                                                            |
| 130   | Kansas City Title and Trust Building                                    | Kansas City Title and Trust Building                                 | 2005 ID-Nr. 05000624 | 927 Walnut Street 39° 6′ 16″ N, 94° 34′ 54″ W | Kansas City  |                                                                                            |
| 131   | Kansas City Water Department Building                                   | Kansas City Water Department Building                                | 1994 ID-Nr. 94000290 | 201 Main Street 39° 6′ 38″ N, 94° 34′ 59″ W | Kansas City  |                                                                                            |
| 132   | Michael H. and Rose Katz House                                          | Michael H. and Rose Katz House                                       | 2004 ID-Nr. 04000212 | 5930 Ward Parkway 39° 1′ 20″ N, 94° 36′ 10″ W | Kansas City  |                                                                                            |
| 133   | Charles S. Keith House                                                  |                                                                      | 2000 ID-Nr. 00000308 | 1214 West 55th Street 39° 1′ 51″ N, 94° 36′ 20″ W                                                                                                | Kansas City  |                                                                                            |
| 134   | Kelley-Reppert Motor Company Building                                   | Kelley-Reppert Motor Company Building                                | 2004 ID-Nr. 04001223 | 422 Admiral Boulevard 39° 6′ 27″ N, 94° 34′ 40″ W                                                                                                | Kansas City  |                                                                                            |
| 135   | Kelly's Westport Inn                                                    | Kelly's Westport Inn                                                 | 1972 ID-Nr. 72000718 | Westport Road Ecke Pennsylvania Avenue 39° 3′ 9″ N, 94° 35′ 29″ W                                                                                | Kansas City  |                                                                                            |
| 137   | Kirkwood Building                                                       | Kirkwood Building                                                    | 2001 ID-Nr. 01000767 | 1737-41 McGee Street 39° 5′ 38″ N, 94° 34′ 47″ W                                                                                                 | Kansas City  |                                                                                            |
| 138   | Knickerbocker Apartments                                                | Knickerbocker Apartments                                             | 2003 ID-Nr. 03000525 | 501-535 Knickerbocker Place 39° 3′ 53″ N, 94° 35′ 31″ W                                                                                          | Kansas City  |                                                                                            |
| 139   | William Baker and Mary Knight House                                     | William Baker and Mary Knight House                                  | 2003 ID-Nr. 03001054 | 3534 Walnut Street 39° 3′ 51″ N, 94° 35′ 5″ W | Kansas City  |                                                                                            |
| 140   | Kritser House                                                           |                                                                      | 1985 ID-Nr. 85000734 | 115 East Walnut 39° 5′ 22″ N, 94° 24′ 53″ W | Independence |                                                                                            |
| 141   | Kuehne-Schmidt Apartments                                               | Kuehne-Schmidt Apartments                                            | 2007 ID-Nr. 07000040 | 3737-39 und 3741-43 Main Street 39° 3′ 39″ N, 94° 35′ 8″ W                                                                                       | Kansas City  | Teil der MPS Colonnade Apartment Buildings of Kansas City                                  |
| 142   | Land Bank Building                                                      | Land Bank Building                                                   | 1985 ID-Nr. 85000101 | 15 West 10th Street 39° 6′ 7″ N, 94° 35′ 0″ W | Kansas City  |                                                                                            |
| 143   | Lee's Summit Christian Church Building                                  |                                                                      | 2011 ID-Nr. 11000213 | Southeast Douglas Street Ecke Southeast 4th Street 38° 54′ 40″ N, 94° 22′ 31″ W                                                                  | Lee's Summit |                                                                                            |
| 144   | Lee's Summit Downtown Historic District                                 |                                                                      | 2005 ID-Nr. 05000889 | Abgegrenzt durch 2nd Street, Douglas Street, 4th Street und Market Street 38° 54′ 48″ N, 94° 22′ 36″ W                                           | Lee's Summit |                                                                                            |
| 145   | Lewis-Webb House                                                        |                                                                      | 1986 ID-Nr. 86000154 | 302 West Mill Street 39° 6′ 0″ N, 94° 25′ 6″ W                                                                                                   | Independence |                                                                                            |
| 146   | Liberty Memorial                                                        | Liberty Memorial                                                     | 2000 ID-Nr. 00001148 | 100 West 26th Street 39° 4′ 55″ N, 94° 35′ 10″ W                                                                                                 | Kansas City  |                                                                                            |
| 147   | Linwood Presbyterian Church and Home for Convalescent Employed Women    | Linwood Presbyterian Church and Home for Convalescent Employed Women | 2012 ID-Nr. 12000472 | 1801 Linwood Boulevard und 3212 Michigan Avenue 39° 4′ 3,9″ N, 94° 33′ 40,1″ W                                                                   | Kansas City  |                                                                                            |
| 148   | Liquid Carbonic Company Building                                        | Liquid Carbonic Company Building                                     | 1994 ID-Nr. 94000365 | 2000 Baltimore Street 39° 5′ 21″ N, 94° 35′ 4″ W                                                                                                 | Kansas City  |                                                                                            |
| 149   | Locust Street Apartments                                                | Locust Street Apartments                                             | 2011 ID-Nr. 11000249 | 3421 und 3425 Locust Street 39° 3′ 52″ N, 94° 34′ 46″ W                                                                                          | Hyde Park    | Teil der MPS Working-Class and Middle-Income Apartment Buildings in Kansas City            |
| 150   | Loew's Midland Theater-Midland Building                                 | Loew's Midland Theater-Midland Building                              | 1977 ID-Nr. 77000808 | 1232-1234 Main Street und 1221-1233 Baltimore Avenue 39° 5′ 55″ N, 94° 35′ 2″ W                                                                  | Kansas City  |                                                                                            |
| 151   | R.A. Long Building                                                      | R.A. Long Building                                                   | 2003 ID-Nr. 80002366 | 928 Grand Boulevard 39° 6′ 16″ N, 94° 34′ 51″ W                                                                                                  | Kansas City  |                                                                                            |
| 152   | R.A. Long House                                                         | R.A. Long House                                                      | 1980 ID-Nr. 80002366 | 3218 Gladstone Boulevard 39° 6′ 55,3″ N, 94° 32′ 34,9″ W                                                                                         | Kansas City  |                                                                                            |
| 153   | Longview Farm                                                           |                                                                      | 1985 ID-Nr. 85003378 | 11700 und 850 S.W. Longview Road 38° 54′ 20″ N, 94° 26′ 49″ W                                                                                    | Lee's Summit |                                                                                            |
| 154   | Jacob Loose House                                                       | Jacob Loose House                                                    | 1983 ID-Nr. 83001008 | 101 East Armour Boulevard 39° 3′ 49″ N, 94° 35′ 3″ W                                                                                             | Kansas City  | Teil der MPS Armour Boulevard                                                              |
| 155   | Loretto Academy                                                         | Loretto Academy                                                      | 1983 ID-Nr. 83001009 | 1111 West 39th Street 39° 3′ 35″ N, 94° 36′ 1″ W                                                                                                 | Kansas City  |                                                                                            |
| 156   | Emily Rockwell Love House                                               |                                                                      | 1983 ID-Nr. 83001010 | 5029 Sunset Drive 39° 2′ 8″ N, 94° 35′ 51″ W | Kansas City  | Teil der MPS: Residential Structures by Mary Rockwell Hook                                 |
| 157   | Lowe and Campbell Sporting Goods Building                               | Lowe and Campbell Sporting Goods Building                            | 2012 ID-Nr. 11001018 | 1509-13 Baltimore Avenue 39° 5′ 44,1″ N, 94° 35′ 4,3″ W                                                                                          | Kansas City  |                                                                                            |